# Crise política no Bangladesh em 2006–2008
A crise política de 2006–2008 em Bangladesh começou quando um governo provisório assumiu o poder no final de outubro de 2006, após o término do mandato do governo do Partido Nacional de Bangladesh. Sob a constituição, um governo provisório "neutro" administra o governo durante o período interino de 90 dias e durante as eleições parlamentares. O conflito político começou com a nomeação de um Conselheiro-Chefe (chefe do governo interino), uma função que foi delegada ao próprio presidente Iajuddin Ahmed, por causa do fracasso dos principais partidos em concordar com um candidato entre cinco considerados. O período interino foi marcado desde o início por protestos violentos iniciados pela Liga Awami, com quarenta pessoas mortas e centenas de feridos no primeiro mês. O Partido Nacional de Bangladesh tinha suas próprias reclamações sobre o processo e a oposição.
Após extensas negociações, enquanto o governo provisório tentava trazer todos os partidos políticos ao diálogo e obter acordo para uma eleição programada, em 3 de janeiro de 2007, a Liga Awami e os partidos menores de sua Grande Aliança advertiram que boicotariam as eleições gerais a ser realizada em 22 de janeiro de 2007. Entre outras coisas, o grupo exigia a reconstituição da comissão eleitoral e a revisão da lista de eleitores. Uma violência generalizada e tumultos políticos ocorreram na sequência. 
A "rivalidade amarga" entre a Liga Awami e o Partido Nacional de Bangladesh afetou a nação nas últimas duas décadas, embora suas posições políticas não sejam tão distantes. Os partidos são liderados por mulheres que representam líderes assassinados: Sheikh Hasina, a filha mais velha do Sheikh Mujibur Rahman, desde 1981 foi líder da Liga Awami. Khaleda Zia, líder do Partido Nacional de Bangladesh, é viúva do popular Ziaur Rahman, que, como presidente, fundou o partido no final da década de 1970; ele foi assassinado em 1981.
Em 11 de janeiro de 2007, os militares intervieram para apoiar o governo interino do presidente Iajuddin, que já declarara estado de emergência. Iajuddin aceitou as renúncias da maioria de seus conselheiros e também renunciou ao cargo de conselheiro-chefe, sendo substituído em 12 de janeiro por Fakhruddin Ahmed, que havia trabalhado para o Banco Mundial. O governo suprimiu a atividade política para tentar restaurar a estabilidade. Na primavera, o governo passou a trabalhar em casos de corrupção, acusando 160 pessoas, incluindo líderes partidários, outros políticos, funcionários públicos e empresários por ações que remontam ao final da década de 1990. A nação possui uma reputação pela corrupção no âmbito dos dois principais partidos políticos. Além disso, alguns observadores especularam que o governo interino tentava forçar as duas lideranças partidárias ao exílio para estabilizar o país e reduzir a polarização política.
Perto do final de 2008, o governo interino agiu para restaurar o governo democrático e realizou eleições em dezembro. A Liga Awami e a Grande Aliança venceram por uma maioria de dois terços e formaram um governo em 2009.